# Salvatore Giuliano (film)
Pour les articles homonymes, voir Giuliano.
Cet article concerne le film de Francesco Rosi. Pour le bandit sicilien, voir Salvatore Giuliano.
Pour plus de détails, voir Fiche technique et Distribution.
Salvatore Giuliano est un film italien réalisé par Francesco Rosi et sorti en 1962. C'est un film biographique sur le mafioso sicilien Salvatore Giuliano.

## Synopsis
Juillet 1950. Le cadavre du bandit sicilien Salvatore Giuliano est découvert dans la cour d'une maison de Castelvetrano. Un commissaire y dresse un bref constat, des journalistes recueillent quelques renseignements. Plus tard, son corps est exposé à Montelepre, sa commune natale ; la foule vient s'y recueillir, sa mère le pleure...
À travers une série de scènes fragmentées, très souvent insérées en flash-back, le film se propose d'élucider le contexte historique, social et politique dans lequel s'inscrit ce crime : il remonte à l'engagement indépendantiste de Giuliano en 1945, puis nous assistons notamment à la tuerie du 1er mai 1947 où les hommes de Giuliano ouvrent le feu sur des manifestants socialistes à Portella delle Ginestre et au long procès de Viterbe de 1950 où les interrogatoires convergent vers la personne de Gaspare Pisciotta, lieutenant de Giuliano, suspecté de l'avoir trahi et assassiné.

## Fiche technique
- Réalisation : Francesco Rosi
- Scénario : Suso Cecchi D'Amico, Enzo Provenzale, Francesco Rosi, Franco Solinas
- Photographie : Gianni Di Venanzo, assisté par Pasqualino De Santis (cadreur)
- Décors : Sergio Canevari, Carlo Egidi
- Costumes : Marilù Carteny
- Montage : Mario Serandrei
- Son : Claudio Majelli
- Musique : Piero Piccioni
- Production : Franco Cristaldi, Lionello Santi
- Société de production : Lux-Vides Galatea
- Société de distribution : Lux Film
- Pays :  Italie
- Langue : italien
- Format : Noir et blanc - 35 mm - 1,85:1
- Durée : 107 minutes
- Genre : Drame historique, Film politique
- Date de sortie :
  - Italie : 28 février 1962

## Distribution
Crédités
- Salvo Randone : Le président de la cour d'assises de Viterbo
- Frank Wolff : Gaspare Pisciotta

Non crédités
- Sennuccio Benelli : Reporter
- Giuseppe Calandra : Officier carabinier en civil
- Pietro Cammarata : Salvatore Giuliano
- Max Cartier : Francesco
- Nando Cicero : Bandit
- Pietro Franzone : Déclamateur de la poésie séparatiste
- Giuseppe Teti : Jeune berger
- Cosimo Torino : Frank Mannino
- Ugo Torrente : Bit Part
- Bruno Ukmar : Espion
- Frederico Zardi : Avocat de la défense de Pisciotta
- Enzo Maggio : jeune bandit de l'EVIS

## Commentaires
Selon Michel Sineux, « Salvatore Giuliano fonde en même temps une méthode, celle du film-dossier, et un genre, le film politique, fréquemment adopté durant les années 1960-1970, qui connaîtra un développement exceptionnel en Italie » et dans lequel Francesco Rosi, collaborateur de Luchino Visconti sur le tournage de La Terre tremble, brillera toujours plus ensuite.
« C'est sur la condition originale, marginale, réprouvée du Mezzogiorno, étudiée à travers le phénomène de la Mafia que se concentre le film, le contraire d'une biographie puisque le rôle-titre n'y apparaît que comme un cadavre ou une silhouette, dont on part et auxquels on revient inlassablement » , suivant une construction s'ordonnant en "cercles concentriques" (Freddy Buache) et dont l'ultime projet est la dénonciation progressive des « forces économiques, sociales et politiques ayant suscité, manipulé puis éliminé le phénomène. »
Rosi définit ainsi son film : « Un discours sur le cadavre de Jules César. » Autrement compris, le bandit Giuliano, en tant que tel, lui importe moins qu'une peinture de la Sicile. En adoptant une pareille démarche, Rosi se livre, en vérité, à « une vaste opération de démystification du bandit d'honneur, il en cerne l'inauthenticité radicale (...) »
Le film Salvatore Giuliano est donc essentiellement une réflexion sur des mécanismes sociologiques. Il ne s'envisage pas comme une enquête minutieuse, exhaustive et, par ailleurs, fort improbable  sur un fait particulier : l'assassinat de Salvatore Giuliano. C'est pourquoi, la « construction narrative adoptée par Rosi (...) se justifie pleinement, au contraire, par la tentative de compréhension qu'entreprend le cinéaste sur la base de documents dont la reconstitution honnête demeure, en fin de compte, singulièrement lacunaire. Tous ces trous, qu'il se refuse à combler par suppositions, (...) indiquent nettement que la situation échappe encore à ceux qui se proposent de la saisir dans ses moindres nuances en vue de la changer (...) », constate Freddy Buache

## Francesco Rosi:Salvatore Giulianoou «Un discours sur le cadavre de Jules César»
Dans Les Lettres françaises du 4/03/1962, Francesco Rosi déclare, effectivement, à propos de son film :« Salvatore Giuliano n'est en rien un film biographique, mais un discours sur le cadavre de Jules César. On ne voit guère le héros que mort, dans un récit où j'ai eu soin de rompre sans cesse la chronologie. Sans prendre la précaution d'un fondu enchaîné, je passe de 1950 à 1954 ou 1944 ou 1948, parce que j'évoque des événements jadis retentissants, et dont le public italien a gardé la mémoire. Mon vrai  sujet c'est un pays malheureux, opprimé, égaré et révolté. Je n'entends ni exalter, ni accabler Giuliano. Je veux montrer qu'il fut le fruit de sa terre, des conditions sociales et politiques des années quarante. »
Afin d'éclairer sa démarche, le réalisateur napolitain s'exprime ainsi : « À partir de faits historiques, de personnages ayant réellement vécu, je cherche à présenter une certaine réalité, mais pas dans les termes d'un documentaire. (...) Mon cinéma n'est en rien un cinéma de documentariste, c'est un cinéma documenté. J'interprète la réalité pour essayer d'atteindre un certain type de vérité que je construis à partir de mon optique et à travers mon interprétation de la réalité. (...) »

## Récompenses et distinctions
- Ours d'argent dans la catégorie Meilleur réalisateur, 1962
- Ruban d'argent dans la catégorie Best Cinematography, 1963
- Ruban d'argent dans la catégorie Meilleur réalisateur, 1963
- Ruban d'argent dans la catégorie Meilleure musique, 1963